# 淡黄柳·空城晓角
《淡黄柳·空城晓角》，南宋词人姜夔的词作，写于1191年（宋光宗绍熙二年）。

## 诗词原文
|  | 空城晓角，吹入垂杨陌。 马上单衣寒恻恻。 看尽鹅黄嫩绿，都是江南旧相识。 正岑寂，明朝又寒食。 强携酒，小桥宅。 怕梨花，落尽成秋苑。 燕燕飞来，问春何在，唯有池塘自碧。 |

## 背景
1191年（宋光宗绍熙二年），姜夔36岁，客居邻近边关的江北合肥南城赤阑桥之西，眼前一边是人迹罕至、巷陌凄凉的空寂萧索景象，一边是鹅黄嫩绿、柳色夹道、春意盎然的美景，引发词人强烈的身世飘零之感。

## 脚注
1. ↑  化用韩偓《寒食夜》：“侧侧轻寒剪剪风”。
2. ↑  化用李贺《河南府试十二月乐词》：“梨花落尽成秋苑”。